# Fumaria barnolae
Fumaria barnolae là một loài thực vật có hoa trong họ Anh túc. Loài này được Sennen & Pau mô tả khoa học đầu tiên năm 1917.